# Liste des abbés de Cluny
Liste des abbés de l’abbaye de Cluny.
L’abbaye est créée par le duc d'Aquitaine Guillaume Ier, un peu après celle d'Aurillac et sur le même modèle.

## Xesiècle
- 909-926 : Bernon, d'abord moine bénédictin à Saint-Martin d'Autun, puis abbé de Gigny et de Baume-les-Messieurs (Jura)
- 926-942 : Odon de Cluny (Eudes) Ier, d'abord chanoine, puis moine à Baume-les-Messieurs,  puis abbé d'Aurillac[1] et de Saint-Pierre-le-Vif de Sens[2]
- 942-954 : Aymard Ier
- 954-994 : Maïeul de Cluny, coadjuteur à partir de 948, quand Aymard devient aveugle

## XIesiècle
- 994–1048 : Odilon de Cluny, d'abord chanoine à la collégiale Saint-Julien de Brioude
- 1049–1109 : Hugues de Cluny (en Brionnais)

## XIIesiècle
- 1109-1122 (sur démission ?) : Pons de Melgueil
- 1122-1122 : Hugues II
- 1122-1157 : Pierre Ier Maurice de Montboissier dit Pierre le Vénérable
- 1157-1158 : Robert Le Gros  (démissionne avant sa consécration, puis décédé)
- 1158-1163 : Hugues III de Frazans (déposé en 1161)
- 1163-1173 : Étienne Ier (Étienne de Boulogne)
- 1173-1176 : Raoul de Sully
- 1176-1177 : Gauthier de Châlons, issu de la maison de Bazoches, ancien prieur de Saint-Martin-des-Champs de 1168 à 1176
- 1177-1180 : Guillaume Ier d'Angleterre
- 1180-1184 : Thibaud Ier de Vermandois
- 1184-1199 : Hugues IV de Clermont

## XIIIesiècle
- 1199-1207 : Hugues V d'Anjou
- 1207-1215 : Guillaume II d'Alsace
- 1215-1220 : Gérald/Gérard de Flandres, on trouve également le nom de Gérold (Giraud, Géraud) de Lausanne[3]
- 1220-1228 : Roland de Hainaut
- 1228-1230 : Barthélemy de Floranges
- 1230-1233 : Étienne II de Brancion
- 1233-1235 : Étienne III de Berzé
- 1236-1244 : Hugues VI de Sales ou de Rochecorbon
- 1244-1257 : Guillaume III de Pontoise
- 1257-1270 : Yves Ier de Vergy
- 1270-1295 : Yves II de Chassant
- 1295-1295 : Guillaume IV d'Igé

## XIVesiècle
- 1295-1308 : Bertrand du Colombier
- 1308-1319 : Henri Ier de Fautrières, puis devient évêque de Saint-Flour
- 1319-1322 : Raymond Ier de Bonne de Lesdiguières
- 1322-1344 : Pierre II de Chastelux
- 1344-1347 : Itier de Mirande
- 1347-1350 : Hugues VII Roger
- 1350-1351 : Hugues VIII Fabry
- 1351-1361 : Androin de la Roche
- 1361-1368 : Simon Ier de La Brosse
- 1368-1369 : Guillaume V Pommiers
- 1369-1374 : Jean Ier du Pin
- 1374-1383 : Jacques Ier de Cozan
- 1383-1400 : Jean II de Damas-Cozan

## XVesiècle
- 1400-1416 : Raymond II de Cadoène
- 1416-1423 : Robert Ier de Chaudesolles
- 1423-1456 : Odon (Eudes) II de la Perrière
- 1456-1485 : Jean de Bourbon

## XVIesiècle
- 1485-1514 : Jacques II d'Amboise
- 1514-1518 : Geoffroy d'Amboise
- 1518-1518 : Jean IV de la Magdeleine
- 1518-1528 : Aymard II Gouffier de Boissy
- 1528-1528 : Philippe de Cossé-Brissac
- 1528-1528 : Jacques III Le Roy
- 1528-1549 : Jean IV de Lorraine, cardinal de Guise
- 1549-1574 : Charles de Lorraine, cardinal de Guise, avait pour grand prieur Christophe Coquille.
- 1575-1612 : Claude, bâtard de Guise
  - 1595-1596 : Henri de la Coupelle - administrateur pendant le procès de l'abbé pour sa participation à la Ligue

## XVIIesiècle
- 1612-1621 : Louis de Lorraine, cardinal de Guise
- 1621-1629 : Jacques IV Veny d'Arbouze [4]
- 1629-1642 : cardinal Armand Ier Jean du Plessis de Richelieu, coadjuteur à partir de 1627
- 1642-1654 : Armand  II de Bourbon-Condé, prince de Conti
- 1654-1661 : cardinal Jules de Mazarin
- 1661-1672 : cardinal Renaud d'Este
- 1672-1683 : Henri II Bertrand de Beuvron

## XVIIIesiècle
- 1683-1715 : Emmanuel-Théodose de La Tour d'Auvergne, cardinal de Bouillon
- 1715-1747 : cardinal Henri Oswald de La Tour d'Auvergne
- 1747-1757 : cardinal Frédéric Jérôme de La Rochefoucauld
- 1757-1790 : cardinal Dominique de La Rochefoucauld, dernier abbé sous l'Ancien Régime

## XXesiècle
Le titre d'abbé de Cluny depuis la suppression de l'abbaye et de l'ordre, dévolu à l'évêque d'Autun, est purement honorifique.
- 1962-1966 : Lucien-Sidroine Lebrun
- 1966-1987 : Armand III Le Bourgeois

## XXIesiècle
Le titre d'abbé de Cluny dévolu à l'évêque d'Autun est purement honorifique.
- 1987-2006 : Raymond III Séguy
- 2006- : Benoît Rivière